# Liste von Oppositionellen in der DDR
Diese Liste enthält Oppositionelle und Personen des Widerstandes in der DDR und zuvor in der Sowjetischen Besatzungszone.
Die Personen sind alphabetisch nach Gruppierungen ihres Wirkens aufgeführt. Um Doppelnennungen zu vermeiden, werden Personen, die in verschiedenen Gruppierungen aktiv waren, nur in einer dieser genannt. Arbeitsgruppen und -kreise sind ggf. jeweils am Ende eines Abschnitts aufgeführt.

## Studentischer Widerstand
- Herbert Belter (1929–1951), Student und Führungsmitglied der Belter-Gruppe, in Moskau hingerichtet
- Martin Hoffmann (1930–2018), Student
- Siegfried Jenkner (1930–2018), Student
- Wolfgang Natonek (1919–1994), Studentenpolitiker
- Hans-Joachim Näther (1929–1950), Oberschüler, in Moskau hingerichtet

## Widerstand der politischen Parteien
- Heinz Brandt (1909–1986), SED
- Georg Dertinger (1902–1968), CDU
- Hugo Dornhofer (1896–1977), CDU
- Arno Esch (1928–1951), LDPD
- Herbert Schediwy (1915–1986), CDU

## Opposition aus den Reihen der SED-Führung
- Franz Dahlem (1892–1981), Politiker
- Max Fechner (1892–1973), Politiker, 1953 wegen Sympathie mit dem Volksaufstand vom 17. Juni verurteilt
- Rudolf Herrnstadt (1903–1966), Politiker
- Wolfgang Leonhard (1921–2014), Historiker
- Franz Loeser (1924–1990), Philosoph
- Fritz Schenk (1930–2006), Politiker, Journalist
- Karl Schirdewan (1907–1998), Politiker
- Wilhelm Zaisser (1893–1958), Politiker

## Dissidenten
- Rudolf Bahro (1935–1997), Sozialwissenschaftler, Schriftsteller
- Uwe Bastian (1957–2024), Soziologe und Publizist
- Wolf Biermann (* 1936), Liedermacher
- Ernst Bloch (1885–1977), Politischer Philosoph
- Martin Böttger (* 1947), Programmierer, Mitbegründer der Initiative Frieden und Menschenrechte (IFM)
- Jutta Braband (* 1949), Textil- und Modedesignerin, Mitbegründerin der Vereinigten Linken
- Matthias Domaschk (1957–1981), Feinmechaniker, Vertreter der Friedensbewegung
- Siegmar Faust (* 1944), Schriftsteller, Vortragsreferent
- Werner Fischer (1950–2023), Rohrleitungsmonteur, Bühnenarbeiter, Mitbegründer der Initiative Frieden und Menschenrechte
- Jürgen Fuchs (1950–1999), Schriftsteller, Psychologe
- Wolfgang Harich (1923–1995), Philosoph, Journalist
- Katja Havemann (* 1947), Schriftstellerin
- Robert Havemann (1910–1982), Chemiker, Politiktheoretiker
- Rolf Henrich (* 1944), Jurist, Mitbegründer des Neuen Forums
- Stefan Heym (1913–2001), Schriftsteller
- Stephan Krawczyk (* 1955), Liedermacher, Schriftsteller
- Erich Loest (1926–2013), Schriftsteller
- Hans Mayer (1907–2001), Literaturwissenschaftler
- Gert Neumann (* 1942), Schriftsteller
- Lutz Rathenow (* 1952), Schriftsteller, seit 2011 Landesbeauftragter für die Stasiunterlagen in Sachsen
- Siegfried Reiprich (* 1955), Gründungsmitglied des Arbeitskreises Literatur und Lyrik Jena
- Klaus Schlesinger (1937–2001), Schriftsteller
- Bernhard Steinberger (1917–1990), Ökonom
- Bettina Wegner (* 1947), Liedermacherin
- Joachim Wenzel (1927–1958), Journalist

## Kirchliche Opposition
- Bernd Albani (* 1944), Pfarrer, Mitglied der Umweltbewegung
- Rudolf Albrecht (1942–2015), Pfarrer
- Lothar Alisch (1951–2000), Theologe
- Almuth Berger (* 1943), Pfarrerin, Vertreterin der kirchlichen Friedensbewegung
- Harald Bretschneider (* 1942), Landesjugendpfarrer in Sachsen, entwarf „Schwerter zu Pflugscharen“ als Vlies-Druck
- Adolf Brockhoff (1919–1997), Priester
- Oskar Brüsewitz (1929–1976), Pfarrer
- Heinz-Josef Durstewitz (* 1945), katholischer Pfarrer
- Heino Falcke (* 1929), evangelischer Propst
- Hans-Jürgen Fischbeck (* 1938), Physiker
- Christian Führer (1943–2014), Pfarrer an der Leipziger Nikolaikirche
- Gerhard Gabriel (* 1950), evangelischer Pfarrer
- Roland Geipel (* 1939), evangelischer Pfarrer in Gera
- Ralf Hirsch (* 1960), Schlosser, kirchlicher Angestellter, Bürgerrechtler
- Günter Johannsen (* 1950), Diakon, 1982 einer der Initiatoren der Montags-Friedensgebete in Leipzig
- Theo Lehmann (* 1934), evangelikaler Landesevangelist Sachsens
- Heiko Lietz (* 1943), Pfarrer und Katechet in Güstrow, Frieden konkret
- Ruth Misselwitz (* 1952), evangelische Pfarrerin, Gründerin des Friedenskreises Pankow
- Martin-Michael Passauer (* 1943), Theologe
- Hans-Georg Rausch (1915–1993), Pfarrer, stimmte in der Leipziger Stadtverordnetenversammlung als einziger gegen die Sprengung der Paulinerkirche
- Wolfgang Rudolph (1945–2020), Puppenspieler, Mitbegründer eines Friedensarbeitskreises in Brandenburg an der Havel
- Günter Särchen (1927–2004), katholischer Sozialpädagoge
- Walter Schilling (1930–2013), Theologe, Mitbegründer der Kirche von Unten
- Georg-Siegfried Schmutzler (1915–2003), evangelisch-lutherischer Studentenpfarrer in Leipzig
- Friedrich Schorlemmer (1944–2024), Theologe, Publizist
- Richard Schröder (* 1943), Theologe, Philosoph
- Hans Simon (1935–2020), evangelischer Pfarrer an der Berliner Zionskirche
- Reinhard Steinlein (1919–2006), evangelischer Pfarrer und Superintendent
- Ulrich Töpfer (* 1953), evangelischer Jugendwart und Sozialpädagoge, Initiator der Friedensgebete seit 1982 in Meiningen
- Wolfram Tschiche (* 1950), Theologe und Bürgerrechtler
- Rolf-Michael Turek (* 1949), ev.-luth. Pfarrer, Bürgerrechtler, Unterstützer der subversiven Gruppen in Leipzig
- Ulrich Woronowicz (1928–2011), evangelischer Pfarrer und Superintendent sowie Buchautor

- Arbeitsgruppe Menschenrechte der Lukasgemeinde Leipzig-Volkmarsdorf

## Umweltschützer
- Michael Beleites (* 1964), Autor
- Ernst Dörfler (* 1950), Autor, Gründungsmitglied der Grünen Partei in der DDR
- Christian Halbrock (* 1963), Historiker, Mitbegründer der Umwelt-Bibliothek
- Carlo Jordan (1951–2023), Bauingenieur, Historiker, Mitbegründer der Umwelt-Bibliothek, des Grünen Netzwerks Arche und der Grünen Partei in der DDR
- Vollrad Kuhn (* 1956), Gründungsmitglied der Grünen Partei in der DDR
- Wolfgang Rüddenklau (* 1953), Mitbegründer der Umwelt-Bibliothek und des kritischen Journalismus in der DDR, Samisdat-Redakteur der Umweltblätter

## Friedensbewegung
- Werner Fischer (1950–2023), Mitbegründer der Initiative Frieden und Menschenrechte (IFM)
- Steffen Gresch (* 1965), Pfleger, Schauspieler, Autor, 1986 Mitbegründer der Arbeitsgruppe Menschenrechte (Leipzig)
- Peter Grimm (* 1965), Journalist, Mitbegründer der Initiative Frieden und Menschenrechte (IFM)
- Nico Hübner (* 1955), Wehrdienstgegner
- Almut Ilsen (* 1950), Chemikerin, wissenschaftliche Bibliotheksmitarbeiterin, Fotografin, Autorin, Mitgründerin der Frauen für den Frieden
- Roland Jahn (* 1953), Transportarbeiter, Journalist
- Erwin Killat (* 1933), Elektroingenieur
- Freya Klier (* 1950), Autorin, Regisseurin
- Irena Kukutz (* 1950), Keramikerin, Mitinitiatorin des Netzwerks Frauen für den Frieden
- Ute Leukert (* 1954), bis 1988 Ute Kämpf, 1984 Mitbegründerin der Frauen für den Frieden in Leipzig.
- Gerd Poppe (1941–2025), Physiker, Mitbegründer der Initiative Frieden und Menschenrechte (IFM)
- Jutta Seidel (* 1950), Zahnärztin, Mitgründerin der Frauen für den Frieden und des Neuen Forum
- Wolfgang Templin (* 1948), Philosoph, Mitbegründer der Initiative Frieden und Menschenrechte (IFM), Publizist
- Reinhard Weißhuhn (* 1951), Architekt, Mitbegründer der Initiative Frieden und Menschenrechte (IFM)

## Opposition 1989
- Michael Arnold (* 1964), Stomatologie-Student (heute Zahnarzt), Sprecher der Initiativgruppe Leben (Leipzig)
- Angelika Barbe (* 1951), Biologin, Gründungsmitglied der SDP
- Peter Bickhardt (1933–2018), Pfarrer, Mitbegründer von Demokratie Jetzt
- Stephan Bickhardt (* 1959), Theologe, Mitbegründer von Demokratie Jetzt
- Marianne Birthler (* 1948), Katechetin, von 2000 bis 2011 Leiterin der BStU
- Bärbel Bohley (1945–2010), Malerin, Gründungsmitglied des Neuen Forum
- Dankwart Brinksmeier (* 1956), Pfarrer, Mitbegründer der SDP
- Frank Ebert (* 1970), Drucker bei der Umwelt-Bibliothek
- Frank Eigenfeld (* 1943), Geologe und Paläontologe, Gründungsmitglied des Neuen Forums
- Katrin Eigenfeld (* 1946), Bibliothekarin, Gründungsmitglied des Neuen Forums
- Konrad Elmer (* 1949), Pfarrer, Mitbegründer der SDP
- Rainer Eppelmann (* 1943), Pfarrer, Mitbegründer des Demokratischen Aufbruchs, später CDU-Politiker
- Johannes Fischer, Krankenpfleger, Sprecher der Arbeitsgruppe Menschenrechte (Leipzig)
- Bernd Gehrke (* 1950), Ökonom, Mitbegründer der Vereinigten Linken
- Martin Gutzeit (* 1952), Theologe, Politiker, Mitbegründer der SDP
- Katrin Hattenhauer (* 1968), Theologiestudentin, Malerin, Arbeitskreis Gerechtigkeit, Inhaftierte infolge der Montagsdemonstrationen in Leipzig im Herbst 1989
- Gerold Hildebrand (* 1955), Krankenpfleger, Soziologe, Redakteur des BeKenntnis
- Stephan Hilsberg (* 1956), Ingenieur, Politiker, Mitbegründer der SDP
- Joachim Kähler (* 1958), evangelischer Pfarrer, Mitbegründer der SDP, Gastgeber zur Gründung im Pfarrhaus in Schwante
- Thomas Klein (* 1948), Mathematiker und Wirtschaftswissenschaftler, Gruppe Gegenstimmen, Mitbegründer der Vereinigten Linken
- Oliver Kloss (* 1962), Politikwissenschaftler, Mitinitiator des Appells zum 13. Februar 1982 in Dresden; Mitbegründer der Arbeitsgruppe Menschenrechte Leipzig
- Ingrid Köppe (* 1958), Bibliothekarin, Rechtsanwältin, Sprecherin des Neuen Forums am Zentralen Runden Tisch
- Silke Krasulsky (* 1968), Ärztin, Mitarbeiterin im Koordinierungskreis des Arbeitskreises Gerechtigkeit
- Gerd Krauß (* 1952), Krankenpfleger, Gründer des Neuen Forums in Hildburghausen und Landessprecher des Neuen Forums in Thüringen, Bürgerrechtler
- Thomas Kretschmer (* 1955), Holzbildhauer, Bürgerrechtler und ehemaliger politischer Häftling in der DDR
- Thomas Krüger (* 1959), Theologe, Politiker, Mitbegründer der SDP, Kirche von Unten
- Steffen Kühhirt (* 1964), Sprecher der Arbeitsgruppe Menschenrechte (Leipzig)
- Christoph Matschie (* 1961), Theologe, vertrat die SDP am Runden Tisch
- Markus Meckel (* 1952), Pfarrer, Mitbegründer der SDP, Politiker
- Ludwig Mehlhorn (1950–2011), Mathematiker, Mitbegründer von Demokratie Jetzt
- Hans-Jürgen Misselwitz (* 1950), Biochemiker und Theologe, Parlamentarischer Staatssekretär im Außenministerium der letzten DDR-Regierung 1990
- Christoph Motzer, Arbeitsgruppe Menschenrechte Leipzig
- Dietmar Motzer (* 1970), Arbeitskreis Gerechtigkeit Leipzig
- Rainer Müller (* 1966), Historiker, Bürgerrechtler (Leipzig)
- Ehrhart Neubert (1940–2024), Pfarrer, Mitbegründer des Demokratischen Aufbruchs
- Günter Nooke (* 1959), Physiker, Mitbegründer des Demokratischen Aufbruchs
- Bernd Oehler (* 1960), Theologe, Sprecher des Arbeitskreises Gerechtigkeit Leipzig
- Rudi-Karl Pahnke (* 1943), Theologe, Mitbegründer und zeitweise Vorstandsmitglied des Demokratischen Aufbruchs
- Sebastian Pflugbeil (* 1947), Physiker, Mitbegründer des Neuen Forums
- Ulrike Poppe (* 1953), Assistentin am Museum für Deutsche Geschichte, Gründungsmitglied von Demokratie Jetzt
- Aram Radomski (* 1963), Fotograf, Journalist
- Jens Reich (* 1939), Molekularbiologe, Arzt, Essayist, Mitbegründer des Neuen Forums
- Steffen Reiche (* 1960), Theologe, Politiker, Mitbegründer der SDP
- Frank Richter (* 1966), Schlosser, Sprecher der Arbeitsgruppe Menschenrechte (Leipzig), Rechtsschutzsekretär des DGB
- Thomas Rudolph (* 1963), Theologiestudent, Sozialarbeiter, Mitbegründer und Sprecher des Arbeitskreises Gerechtigkeit Leipzig
- Siegbert Schefke (* 1959), Journalist, Mitbegründer der Umwelt-Bibliothek
- Jörg Schneider, Werkzeugmacher, Verfasser des Aufrufes zum 7. Oktober 1989 in Plauen
- Andreas Schönfelder (* 1958), Pfleger, Sozialpädagoge, Autor, Begründer der Umweltbibliothek Großhennersdorf
- Reinhard Schult (1951–2021), Maurer, Politiker, Gründungsmitglied des Neuen Forums
- Werner Schulz (1950–2022), Lebensmitteltechnologe, Bürgerrechtler, Mitbegründer des Neuen Forums
- Marion Seelig (1953–2013), Journalistin und Autorin, Gruppe Gegenstimmen, Mitbegründerin der Vereinigten Linken
- Rita Sélitrenny (* 1954), Politikwissenschaftlerin, IFM, Bürgerkomitee zur Auflösung des MfS/AfNS
- Tom Sello (* 1957), Publizist, Mitarbeiter in der Umwelt-Bibliothek, Mitarbeiter der Robert-Havemann-Gesellschaft
- Gottfried Timm (* 1956), Theologe, Politiker, Mitbegründer der SDP
- Hans-Jochen Tschiche (1929–2015), Theologe, Mitbegründer des Neuen Forums
- Wolfgang Ullmann (1929–2004), Pfarrer, Mitbegründer von Demokratie Jetzt
- Kathrin Walther (* 1970), Soziologin, Sprecherin des Arbeitskreises Gerechtigkeit Leipzig
- Hansjörg Weigel (1943–2020), Kfz-Elektriker, Bürgerrechtler und Pazifist
- Konrad Weiß (* 1942), Regisseur, Publizist, Mitbegründer von Demokratie Jetzt
- Thomas Welz (* 1957), Leiter des Arbeitskreises Information an der Berliner Samaritergemeinde, Mitbegründer des Demokratischen Aufbruchs
- Jo Winter (1944–2006), Pfarrer, Lyriker, Kopf der Friedensgruppe „Gewaltlos leben“, Mitbegründer der SDP
- Vera Wollenberger (* 1952), Philosophin, Mitbegründerin des Friedenskreises Pankow; Gruppe Gegenstimmen, Politikerin
- Christoph Wonneberger (* 1944), Pfarrer, Initiator des Sozialen Friedensdienstes (SoFd), Organisation der Leipziger Friedensgebete, Arbeitsgruppe Menschenrechte
- Evelyn Zupke (* 1962), Heilerzieherin, Mit-Initiatorin zur Aufdeckung des Betrugs bei der Kommunalwahl 1989, Mitglied des Weißenseer Friedenskreises

- Arbeitskreis Gerechtigkeit Leipzig
- Gruppe der 20 in Dresden vom 8. Oktober 1989 bis 31. Mai 1990.
- Sonnabendskreis als regelmäßiges Koordinationstreffen subversiver Gruppen in Leipzig

## Andere
- Inge Berndt (1926–2005), Philosophin (Leipzig)
- Ernst Bloch (1885–1977), Philosoph
- Bernd Eisenfeld (1941–2010), Historiker
- Karl Wilhelm Fricke (* 1929), Publizist, Entführungsopfer der Stasi, Autor von Standardwerken zum Widerstand in der DDR
- Michael Gartenschläger (1944–1976), Fluchthelfer, Demonteur von Selbstschussanlagen an der innerdeutschen Grenze
- Günter Holwas (1950–2014), Musiker
- Walter Janka (1914–1994), Verleger, Leiter des Aufbau-Verlages
- Gustav Just (1921–2011), Journalist, stellvertretender Chefredakteur des Sonntag
- Josef Kneifel (1942–2020), Dreher, Bombenattentäter
- Sieghard Pohl (1925–1994), Maler und Grafiker
- Rüdiger Rosenthal (* 1952), Autor, Journalist
- Reginald Rudorf (1929–2008), Politologe und Musikjournalist
- Ulrich Schacht (1951–2018), Journalist, Schriftsteller
- Ralf Schröder (1927–2001), Literaturwissenschaftler
- Jürgen Schweinebraden, Freiherr von Wichmann-Eichhorn (* 1938), Psychologe, Soziologe, Galerist und Konzertveranstalter
- Eduard Stapel (1953–2017), Journalist und Theologe, Gründer der ersten Arbeitskreise Homosexualität
- Günter Zehm (1933–2019), Publizist
- Heinz Zöger (1915–2000), Journalist
- Gerhard Zwerenz (1925–2015), Schriftsteller

- Der Spirituskreis